# Лефкара
Пано-Лефкара (др.-греч. Πάνω Λεύκαρα) ― деревня на острове Кипр, известная своими кружевами и серебряными изделиями ручной работы. Деревня получила свое название из-за белого цвета кремнезема и известняка. Японская ассоциация туристических агентств включила его в список «30 самых красивых городов Европы».
Деревня расположена на южных склонах гор Троедос в районе Ларнаки на Кипре, недалеко от главной автомагистрали Никосия-Лимассол. Она отличается мощеными известняковыми улочками и живописной архитектурой.
На узких деревенских улочках часто можно увидеть группы женщин, которые, как и на протяжении веков, сидят и вышивают. Деревня также известна своими искусными мастерами по серебру, которые изготавливают тонкую филигрань. Городской музей фольклора показывает посетителям, какой была жизнь на Кипре около ста лет назад. Музей расположен в отреставрированном доме и представляет мебель и предметы быта богатой семьи, местные костюмы и образцы лефкарского кружева. Согласно легенде, Леонардо да Винчи посетил деревню в 1481 году и купил кружевное полотно для главного алтаря Миланского собора. В 1889 году была открыта местная школа кружев, и кружево Пано Лефкара вернуло себе большую часть своей древней славы.
Массовый отток населения из Пано-Лефкары в 1930-1970-х годах привел к тому, что многие жилища в деревне были заброшены. Развитие туризма практически не повлияло на традиционную архитектуру. Использование новых материалов, выбранных из соображений комфорта и моды, практически не изменило фасады и интерьеры традиционных жилищ. Есть несколько жилищ, которые остались нетронутыми, а в настоящее время закрыты и необитаемы. По большей части традиционная архитектура Пано-Лефкары остается нетронутой.
Многочисленные традиционные дома были внесены в список Департаментом древностей и Департаментом жилищного строительства и урбанизма. С 1978 года Департамент по делам древностей восстановил несколько зданий, в частности, резиденцию Патсалос, которая была преобразована в местный музей вышивки и традиционных изделий из серебра. Постановление о восстановлении, изданное Департаментом жилищного строительства, распространяется на все традиционные здания, которые еще не внесены в список.
В Пано-Лефкаре есть мечеть, построенная в 20 веке с помощью проживающих за границей турок-киприотов, чьи корни уходят в Пано-Лефкару. На этом месте ранее существовала османская мечеть, но она была разрушена в 1890-х годах. Прямоугольная мечеть с минаретом, пристроенным к северо-восточному углу, отражает традиционную сельскую архитектуру Кипра.